# Andy Sinton
Andrew Sinton (Cramlington, 1966. március 19. –) angol válogatott labdarúgó.

## Pályafutása

### Klubcsapatban
1982 és 1985 között a Cambridge United csapatában játszott. 1985 és 1989 között a Brentford játékosa volt. 1989-től 1993-ig a Queens Park Rangersben játszott, ahol az első évben Trevor Francis csapattársa volt. A négy szezon alatt 161 bajnokin lépett pályára és 22 alkalommal volt eredményes. 1993-ban a Sheffield Wednesday-hez szerződött, melynek színeiben két és fél évet töltött és 1996 elején visszatért Londonba a Tottenham Hotspur csapatához. Az 1999-es ligakupa döntőjében David Ginola cseréjeként lépett pályára a 89. percben, ahol a Spurs 1–0-ra legyőzte a Leicester Cityt. 1999-ben lépett pályára utoljára a Premier League-ben, majd azt követően három évet játszott a Wolverhampton Wanderersben. 2002-ben a Nigel Clough által edzett Burton Albionhoz igazolt, itt két évet töltött. Később alacsonyabb osztályú csapatokban vezetett le. 2004-ben a pár mérkőzésen szerepelt a Bromsgrove Rovers színeiben, majd a Fleet Town szerződtette, ahol 2007-ig játszott.

### A válogatottban
1991 és 1993 között 12 alkalommal szerepelt az angol válogatottban. Tagja volt az 1992-es Európa-bajnokságon szereplő válogatott keretének.

### Edzőként
2005 és 2010 között a Fleet Town játékosedzője volt. 2010 és 2013 között a Telford United vezetőedzője volt, mellyel 2011-ben megnyerte a Northern Premier League sorozatát. 

## Sikerei, díjai
Tottenham Hotspur
- Angol ligakupagyőztes (1): 1998–99

AFC Telford United
- Northern Premier League (1): 2010–11